# Maxime Jacob
Maxime Jacob, en religion Dom Clément Jacob, né le 13 janvier 1906 à Bordeaux et mort le 25 février 1977 à l’Abbaye d'En-Calcat à Dourgne, est un compositeur français.

## Biographie

### Jusqu'en 1930
Maxime Jacob participe de très près à la vie musicale parisienne, jusqu’en 1927, date de sa conversion au catholicisme sous l’influence du philosophe Jacques Maritain, et de son entrée au monastère d’En Calcat en 1930. Il fut apprécié et encouragé à l’époque par des compositeurs de renom, comme Darius Milhaud, qui trouvait à Maxime des « dons extraordinaires », et à sa musique une « fraîcheur inaltérable » (Lettre de Milhaud à Maxime Jacob), ou Maurice Ravel, à l’origine de l’édition des 6 poèmes de Jean Cocteau et de celle des Impromptus-caprices en 1926, chez Jean Robert.
C’est lors de l’audition du Protée de Darius Milhaud par les Concerts Colonne qu’il décide de rencontrer l’auteur pour lui montrer ses essais. Milhaud, lui-même, ayant incité le jeune Maxime à préparer le Prix de Rome, lança l’idée de la création de l’École d'Arcueil, avec Henri Sauguet, Henri Cliquet-Pleyel et Roger Désormière, en l’honneur d’Erik Satie, pour prendre la relève du groupe des six en 1923. Ce qui fit dire à Paul Landormy que cette école a « rendu grand service à notre musique chargée de tant de pesanteurs accumulées. L’extrême jeunesse de ces musiciens les aidait à « ignorer ». Ils tâchaient de rester des enfants, et ils y réussissaient... ».
Maxime travaille ensuite avec Charles Koechlin et André Gedalge. Il rencontre Erik Satie grâce à Milhaud. Son Ouverture exécutée le 25 octobre 1923, montre un musicien possédant un tempérament original. Il écrit aussi la musique de scène de Voulez-vous dansez avec moi de Marcel Achard qui remporte un vif succès ; il en va de même de Mathusalem. 
Il compose un opéra-bouffe, Par la Taille d’Alfred Jarry, écrit, également de la musique de chambre et des pièces de piano pour Clément Doucet, célèbre pianiste belge (1894-1950), des mélodies sur des poèmes de Jean Cocteau, de Tristan Derème, de René Chalupt.
Invité des Salons parisiens, familier des artistes de ce temps, musiciens (Roland-Manuel, Jane Bathori, Maurice Delage, Manuel Rosenthal, Henry Barraud), poètes (Jean Cocteau, Jules Supervielle), ou écrivains (Raymond Radiguet, Louis Aragon, Antonin Artaud, René Crevel), Maxime Jacob était alors considéré comme le représentant, à travers l’École d’Arcueil, d’une certaine tradition musicale française : fraîcheur, spontanéité et simplicité étaient les mots qui revenaient le plus souvent pour qualifier sa musique ; son langage musical, très directement inspiré de Gounod, son pôle d’attraction, et de la musique modale, s’inscrivait alors parfaitement dans le cadre de l’esthétique néo-classique.

### Après 1930
Si la production de Maxime Jacob avant son entrée au monastère peut paraître relativement importante, elle n’est en rien comparable (en qualité et en quantité) à la somme des œuvres composées de 1934 à sa mort, survenue en 1977 : 15 sonates pour piano, plus de 500 mélodies, 5 sonates pour violon, 2 pour violoncelle, 13 quatuors, 2 quintettes, un concerto pour piano, des œuvres pour orgue, deux oratorios : Le Vitrail de Sainte-Thérèse (1952) et Joinville et Saint-Louis (1971) d’après Péguy, de la musique symphonique, de la musique de film (pour Marc Allégret et Jean Renoir, notamment).
Il va prendre également une part active au nouveau répertoire liturgique francophone tel qu’il découle des consignes de Vatican II. La cantate La Voix constitue un bel exemple de ses efforts pour la reconversion du latin en français.
Si quelques-unes de ces compositions ont été éditées, la plupart sont restées en l’état de manuscrits (un catalogue très complet de ses œuvres a été établi par le Frère Christophe Chapuis, et peut être consulté à la bibliothèque de l’Abbaye d’En Calcat). L’écriture des sonates pour piano - si l’on excepte la première, datant de 1926 - couvre une période relativement courte qui s’étend de 1940 à 1951. Certaines de ces pièces furent jouées à Paris par sa principale interprète et dédicataire, son ami d’enfance la pianiste Marie-Rose Clouzot (1906-1996) (cousine germaine du cinéaste Henri-Georges Clouzot).
D’un point de vue technique et esthétique, le style de Dom Clément Jacob n’a que peu de choses en commun avec celui de Maxime : si l’influence de Gounod - le Gounod mélodiste - se ressent toujours au travers d’un certain goût pour la sensualité harmonique et mélodique, si Milhaud reste toujours un modèle - pour sa conception de la mélodie comme point de départ et d’arrivée de toute musique, ainsi que pour l’utilisation, non systématique, de la poly-harmonie ou de la polytonalité - la guerre, les deuils, et la vie spirituelle ont donné à l’œuvre du moine un souffle, une puissance, et une profondeur que celle du jeune dandy d’avant 1930 ne possédait pas. Les qualités précédemment citées de « fraicheur, spontanéité ou simplicité » n’ont certes pas disparu, mais elles se sont transformées en points d’ancrage, au service d’une pensée artistique et compositionnelle infiniment plus cohérente.
Bien que le contenu musical s’inscrive, encore et toujours dans une perspective néo-classique - clarté des articulations entre les parties, primauté de la mélodie, équilibre général des sections, usage de la symétrie - l’état d’esprit du compositeur, par la dimension spirituelle attachée à chaque phrase, à chaque accord, et à chaque note, ainsi que par la sensibilité religieuse manifestée, rattache également Dom Clément au Romantisme.

## Catalogue des œuvres (non exhaustif)

### Œuvre pour piano

#### Les Sonates
| Date      | Œuvre                          | Commentaire |
| --------- | ------------------------------ | --- |
| 1926      | Sonatine                       | Allegro – Andantino – Allegretto |
| 1929      | 1re sonate en si majeur        | Edit. J. Jobert, Paris 1929, 23 pp. fo Création à Paris, le 24 mars 1933, par Jeanne Chailley-Bert.                                               |
| 1940      | 2e sonate en ré mineur         | Allegro con fuoco – Adagio – Scherzo – Hymne |
| 1940      | 3e sonate en fa dièse mineur   | Allegro modérato – Barcarolle – Menuet – Rondeau                                                                                                  |
| 1940      | 4e sonate en mi bémol          | Allegro vivo quasi presto – Lamento – Allegro Création à Paris : Le Triptyque, le 9 juin 1945, par Marie-Rose Clouzot                             |
| 1941      | 5e sonate en mi mineur         | Allegro vivo Adagio – Intermède – Presto Création à Paris : Le Triptyque, le 15 mars 1946, par Marie-Rose Clouzot                                 |
| 1941      | 6e sonate en la majeur         | Pastorale – Nocturne – Bourrée – Farandole Création de Bourrée et Nocturne à Paris : Théâtre Montparnasse, le 20 mai 1946, par Marie-Rose Clouzot |
| 1942      | 7e sonate en sol               | Allegro – Andante – Scherzo – Finale |
| 1941-1942 | 8e sonate en fa mineur         | Prélude – Scherzo – Ballade |
| 1944      | 9e sonate en ut dièse mineur   | Allegro – Andante – Allegro Création à Paris : Le Triptyque, le 10 décembre 1946, par Marie-Rose Clouzot                                          |
| 1944      | 10e sonate en do majeur        | Presto – Andante – Scherzo – Final |
| 1947      | 11e sonate en mi bémol         | Allegro modérato – Andantino – Allegro |
| 1947      | 12e sonate en la bémol         | Allegro vivo quasi presto – Andante – Allegro Création à Paris : Le Triptyque, le 30 octobre 1951 par Marie-Rose Clouzot                          |
| 1948      | 13e sonate en la mineur        | Allegro modérato – Andantino – Vif et sombre |
| 1950      | 14e sonate en sol bémol majeur | Allegro modérato – Andantino (Berceuse) – Allegro vivo Création à Castres, en mars 1951 ou 1952 par Jane Ser                                      |
| 1951      | 15e sonate en ré majeur        | Allegro – Andantino – Andantino maestoso |

#### Pièces Variées
| Date        | Œuvre                             | Commentaire |
| ----------- | --------------------------------- | --- |
| 1921 à 1923 | Six Bucoliques                    | a) Doux, calme, modéré, b) Vif et gai, c) Modéré et un peu lourd, d) Vif, sec et brillant, e) Vif et gai, f) Très lent comme venant de loin, g) Allegretto (incomplet), h) Allegretto, i) Allegretto (= d) avec des variantes)   |
| 1925        | Impromptus Caprices               | Les deux premiers Impromptus Caprices ont été créés par Ricardo Viñes Trois Impromptus-Caprices ont été édités (en fa, en la bémol et en ut). Ils ont été créés à Paris à L'Atelier le 5 avril 1924 par Marcelle Ruff.           |
| 1925        | 3 Romances sans paroles           | |
| 1926        | Six petits préludes               | a) Mélancolie, b) Le matin, c) Chanson, d) Le Castel, e) Regret de vacances, f) Un oiseau dans les bois Edit. J. Jobert, Paris 1927 Création en 1927 ou 1928 par Marie-Rose Clouzot en concert et Pierre d’Arquennes à la Radio. |
| 1926        | Au Pays des fées                  | Six petites pièces très faciles pour le piano à deux mains a) Le Palais enchanté, b) Le précieux talisman, c) Chanson de lutin, d) La fée cerisette, e) Le petit prince Aladin, f) Berceuse de la Belle au bois dormant          |
| 1927        | Prélude                           | |
| 1930        | Guirlandes                        | Six pièces pour piano avec un prélude et une conclusion Edit. A. Leduc, Paris, 26 pages, épuisé |
| 1934        | Le Jardin Clos "Hortus conclusus" | a) Cantique des degrés, b) Berceuse, c) Campagne, d) Air de Prime, e) Ariel, f) Marie |
| 1939        | Dis petites études modernes       | a) Il pleut, b) Promenade, c) Musette, d) Barcarolle, e) Carillon, f) Tristesse, g) Petite danse, h) Pastorale, i) Prière, j) Printemps, k) Berceuse, l) Marche Edit. A. Leduc, épuisé                                           |
| 1945        | Tendre mélodie                    | |
| 1946        | Arabesque                         | |
| 1946        | Offrande à l’amitié               | Edit. dans Jardin d’enfants, second recueil, H. Lemoine, Paris 1946 N.B. C’est Tendre Mélodie avec quelques variantes minimes.                                                                                                   |
| 1947        | Trois romances sans paroles       | a) Souple, lié, rubato, b) Allant, c) Mouvement de Barcarolle |
| 1953        | Passepied                         | |
| 1953-1954   | Barcarolles                       | a) Andantino, b) Allegretto, c) Andantino, d) Andantino, e) Andantino |
| 1955        | Deux Bagatelles                   | a) Grimace, b) Le chemin du Paradis |
| 1956        | Berceuse                          | |
|             | Deux Caprices                     | a) Vif, b) Allegro |
| 1956        | Feuillets d’Album                 | a) Assez lent, b) Allegretto, c) Assez vif, d) Andantino, e) Très rythmé, f) Doux et calme, g) Vif, h) Andantino, i) Allegro modérato, j) Andantino, k) Allegro modérato, l) Lent                                                |
| 1957        | Feuillets d’album (2e cahier)     | a) Modéré, b) Allegro, c) Andantino, d) Mouvement de Valse, e) Allegro, f) Lent, g) Tempo di minuetto, h) Allegretto, i) Calme, j) Allegro, k) Allegretto, l) Allegretto                                                         |
| 1958        | Isabelle et Bruno                 | Reprise d’un thème de Au pays des fées. |
| 1959-1960   | Nocturnes                         | a) Andantino, b) Allegro, c) Andantino, d) Sans lenteur, e) Andantino |
| 1960        | Rêverie                           | |

## Discographie
- Dom Clément Jacob, Sonates pour piano n°5 et 14, Nocturnes n°2 et 3, Barcarolles n°3 et 8, Bernard Arbus (Sept. 2013, label CALLIOPE, disponible sur domclementjacob.com)
- Dom Clément Jacob, Sonates pour piano n°4, 9, et 11, Bernard Arbus, Lira d’Arco, 2004
- Dom Clément Jacob, "Interludes liturgiques", Clément Jacob à l’orgue Casavant de l’abbaye d’En Calcat (Studio SM.25 cm.  n°: SM 25M-132)
- Dom Clément Jacob, "Intégrale pour orgue", Raphaël Tambyeff à l’orgue de l’abbaye d’En Calcat (Disque Coriolan.  CD.  1991)
- Dom Clément Jacob, "Interludes d’orgue", par le compositeur in : "Les quatre saisons en Chant Grégorien". (Maîtrise de la cathédrale de Strasbourg) Studio SM 1993 no 12 22.16.
- Dom Clément Jacob, "Messe dite de Massaguel". Textes officiels en Français. Paroisse de Massaguel avec la participation des enfants d’En-Calcat (Studio SM 17A - 183)

## Filmographie
- L’Atelier du pianiste, créer Dom Clément Jacob, Réalisateur Pierre Arbus, Prod. Navalmédia Productions, 2013
- Un moine d’En Calcat : de Maxime Jacob à Dom Clément Jacob, Réalisateur Max Leclerc, Coprod. ORTF, 1970